# Verrucaria schindleri
Verrucaria schindleri är en lavart som beskrevs av Servít. Verrucaria schindleri ingår i släktet Verrucaria och familjen Verrucariaceae.  Arten är reproducerande i Sverige. Inga underarter finns listade i Catalogue of Life.